# Viaticum (musikalbum)
Viaticum är ett album av den svenska jazztrion Esbjörn Svensson Trio, utgivet 2005. 
Albumet gav gruppen en Grammis i kategorin "årets jazz" och nådde femte plats på den svenska albumlistan.

## Låtlista
All musik är skriven av e.s.t.
1. Tide of Trepidation – 7:12
2. Eighty-Eight Days in My Veins – 8:22
3. The Well-Wisher – 3:47
4. The Unstable Table & The Infamous Fable – 8:32
5. Viaticum – 6:51
6. In the Tail of Her Eye – 6:55
7. Letter from the Leviathan – 6:56
8. A Picture of Doris Travelling with Boris – 5:40
9. What Though the Way May Be Long – 6:20

## Medverkande
- Esbjörn Svensson – piano
- Dan Berglund – bas
- Magnus Öström – trummor

## Listplaceringar
| Lista (2005) | Topplacering |
| ------------ | ------------ |
| Sverige      | 5            |
| Tyskland     | 45           |
| Frankrike    | 60           |